# Anathallis fractiflexa
Anathallis fractiflexa är en orkidéart som först beskrevs av Oakes Ames och Charles Schweinfurth, och fick sitt nu gällande namn av Carlyle August Luer. Anathallis fractiflexa ingår i släktet Anathallis och familjen orkidéer. Inga underarter finns listade i Catalogue of Life.